# Logansport (Louisiane)
Logansport est une ville américaine située dans la paroisse de De Soto en Louisiane à la frontière avec le Texas.  En 2010, sa population est de 1 555 habitants.

## Source de la traduction
- (en) Cet article est partiellement ou en totalité issu de l’article de Wikipédia en anglais intitulé « Logansport, Louisiana » (voir la liste des auteurs).